# Alex Karpovsky

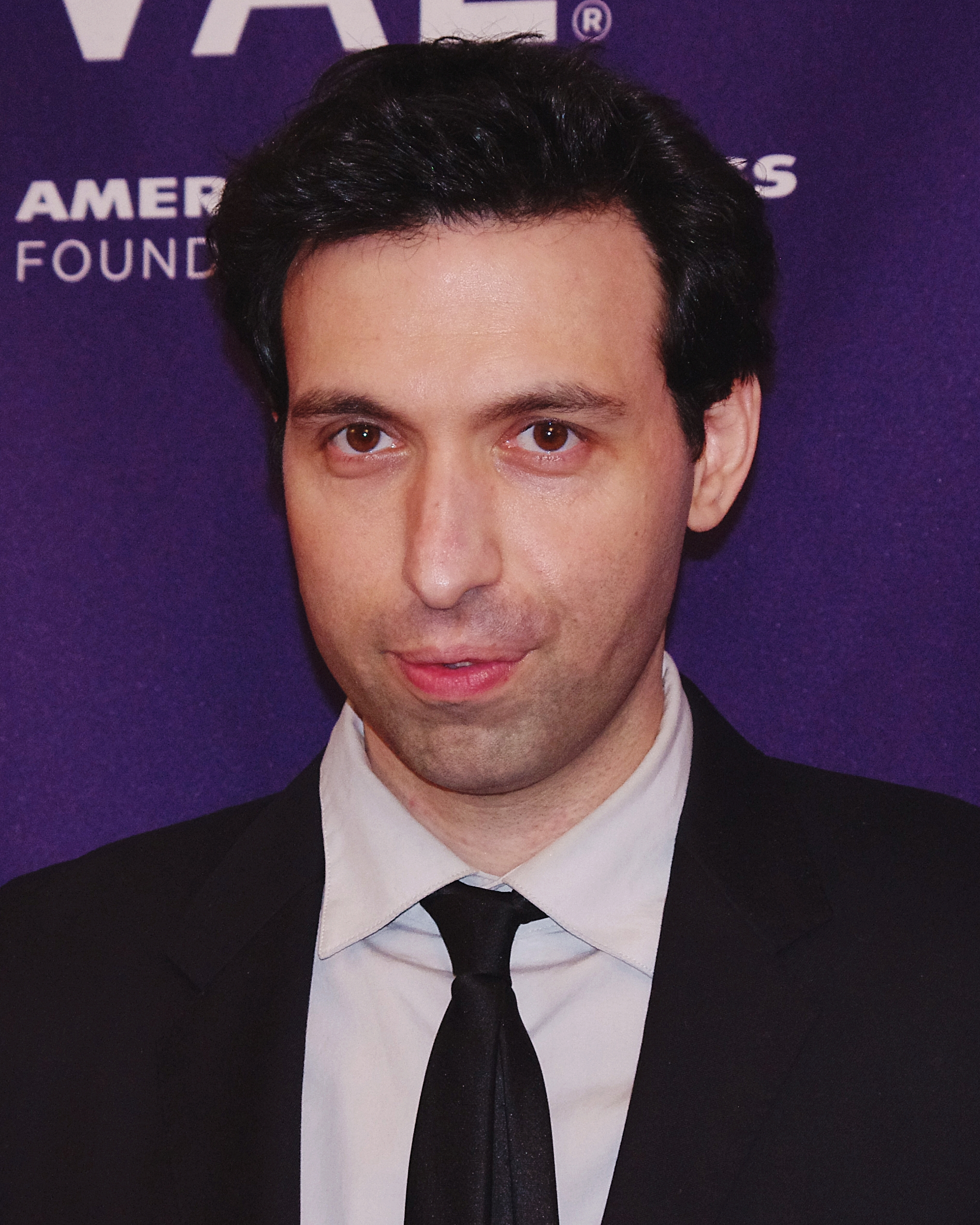
Alex Karpovsky in 2012

Alexander (Alex) Karpovsky (Newton (Massachusetts), 23 september 1975) is een Amerikaans acteur, filmproducent, filmregisseur en scenarioschrijver.

## Biografie
Karpovsky werd geboren in Newton (Massachusetts) als zoon van Russische en Joodse immigranten. Hij wilde zijn PhD halen in visuele etnografie aan de Universiteit van Oxford in Oxford, maar stopte na twee jaar met de studie.
Karpovsky begon in 2003 met acteren in de film Cry Funny Happy, waarna hij nog meerdere rollen speelde in films en televisieseries. Hij is vooral bekend van zijn rol als Ray Ploshansky in de televisieserie Girls, waar hij al in 42 afleveringen speelde (2012-2017). Voor deze rol werd hij in 2013 genomineerd voor een Critics' Choice Award in de categorie Beste Acteur in een Bijrol in een Televisieserie.

## Filmografie

### Films
Uitgezonderd korte films.
- 2022 Cryptozoo - als David  (stem)
- 2019 The Return of The Yuletide Kid - als Michael
- 2019 The Sound of Silence - als Landon
- 2018 The Front Runner - als Mike Stratton
- 2018 Rosy - als Marty
- 2018 You Can Choose Your Family - als Ross
- 2017 Fits and Starts - als Charles
- 2017 Girlfriend's Day - als Styvesan
- 2017 Sidney Hall - als Bauer
- 2016 My Entire High School Sinking Into the Sea - als Drake (stem)
- 2016 Little Sister - als delicatessen man
- 2016 Folk Hero & Funny Guy - als Paul
- 2016 Hail, Caesar! - als mr. Smitrovich
- 2015 Devil Town - als Terrence Bard
- 2015 Bloomin Mud Shuffle - als Chuck
- 2015 7 Chinese Brothers - als Kaminsky
- 2015 Tired Moonlight - als Mike
- 2014 Summer of Blood - als Jamie
- 2014 Happy Baby - als Ben Peterson
- 2013 The Foxy Merkins - als verkoper
- 2013 Inside Llewyn Davis - als Marty Green
- 2013 Good Night - als Jake
- 2012 Red Flag - als Alex
- 2012 Marvin Seth and Stanley - als Seth Greenstein
- 2012 Rubberneck - als Paul Harris
- 2012 Supporting Characters - als Nick
- 2012 Gayby - als Peter
- 2012 Sleepwalk with Me - als Ian Gilmore
- 2011 Almost in Love - als Sasha
- 2011 Wuss - als Wally Combs
- 2011 Codependent Lesbian Space Alien Seeks Same - als beginnende agent
- 2010 Incredibly Small - als Tom
- 2010 Tiny Furniture - als Jed
- 2010 Lovers of Hate - als Paul
- 2010 Bass Ackwards - als Vlad
- 2009 Harmony and Me - als gemene man Mike
- 2009 Beeswax - als Merrill
- 2008 Cubby Knowles - als Robert Lincoln
- 2005 The Hole Story - als Alex
- 2003 Cry Funny Happy - als Henry

### Televisieseries
Uitgezonderd eenmalige gastrollen.
- 2022 Angelyne - als Jeff Glaser - 5 afl.
- 2018-2020 Homecoming - als Craig - 11 afl.
- 2012-2017 Girls - als Ray Ploshansky - 42 afl.
- 2012-2015 Law & Order: Special Victims Unit - als Stephen Lomatin - 2 afl.

### Filmproducent
- 2019 Oh Jerome, No - televisieserie - 8 afl.
- 2015 Tired Moonlight - film
- 2012 Red Flag - film
- 2009 Trust Us, This Is All Made Up - documentaire
- 2008 Woodpecker - film
- 2005 The Hole Story - film

### Filmregisseur
- 2019 Oh Jerome, No - televisieserie - 8 afl.
- 2018 Love - televisieserie - 1 afl.
- 2016 Girls - televisieserie - 1 afl.
- 2012 Red Flag - film
- 2012 Rubberneck - film
- 2009 Trust Us, This Is All Made Up - documentaire
- 2008 Woodpecker - film
- 2005 The Hole Story - film

### Scenarioschrijver
- 2019 Oh Jerome, No - televisieserie - 8 afl.
- 2012 Rubberneck - film
- 2012 Red Flag - film
- 2008 Woodpecker - film
- 2005 The Hole Story - film

- Bibliothèque nationale de France: cb16913092z (data)
- International Standard Name Identifier: 0000 0000 8051 4351
- Library of Congress Control Number: no2010092845
- Nationale Bibliotheek van Israël: 987012384834705171
- Système universitaire de documentation: 172656958
- Virtual International Authority File: 122001348
- WorldCat: E39PBJt3TTgbkdk9ccRwCFcgKd